# Sílvio Salema
Sílvio Salema, nome artístico de Sylvio Salema Garção Ribeiro (Rio de Janeiro, 30 de outubro de 1901 — , 28 de outubro de 1976), foi um cantor e compositor brasileiro.
Iniciou a carreira como crooner da Orquestra do Hotel Itajubá e, em 1928, ingressou na gravadora Parlophon e lançou seu primeiro disco com acompanhamento da orquestra, interpretando os tangos Quando me beijas, de Pedro Cabral e Benzinho do coração, de Ari Kerner.
Gravou ainda com a Hotel Itajubá Orquestra os tangos Alma de boêmio e Por um beijo teu, de Pedro Cabral, a toada Velho pinho, de P. Nimac; as valsas Olhar de fogo, de Plínio Brito e Morrer de amor, de Pedro Cabral e o samba Morena cor de canela, de Ari Kerner, a canção Tristezas de rolinha, de Pedro e Sá Pereira e a Modinha brasileira, de De Chocolat.
Gravou um total de 32 discos pelas gravadoras Parlophon e RCA Victor, com um total de 27 músicas.

## Discografia
- Quando me beijas/Benzinho do coração (1928) Parlophon 78
- Guitarrada/Ontem e hoje (1928) Parlophon 78
- Meditando/O que tu és (1928) Parlophon 78
- Alma de boêmio/Morena cor de canela (1929) Parlophon 78
- Olhar de fogo/Por um beijo teu (1929) Parlophon 78
- Velho pinho/Morrer de amor (1929) Parlophon 78
- Tristezas de rolinha/Modinha brasileira (1929) Parlophon 78
- Rosa meu amor (1929) Victor 78
- Seu Agache (1929) Victor 78
- Voz solitária (1929) Victor 78